# Tecoltémic
Tecoltémic (en ocasiones referido como Tecoltemi) es una población del norte del estado mexicano de Puebla, que forma parte del municipio de Ixtacamaxtitlán.

## Localización y demografía
Tecoltémic se encuentra situado en el norte del estado de Puebla, en la región conocida como la Sierra Norte y el noreste del territorio municipal de Ixtacamaxtitlán, muy cercano a sus límites con el municipio de Zautla. Sus coordenadas geográficas son 19°39′07″N 97°46′59″O / 19.65194, -97.78306 y tiene una altitud de 2569 metros sobre el nivel del mar. Se encuentra ubicado en región sumamente accidentada por su orografía, y se comunica con la cabecera municipal Ixtacamaxtitlán, mediante un camino de terracería, separándolos una distancia aproximada de 15 kilómetros.
De acuerdo con los resultados del Censo de Población y Vivienda de 2020 llevado a cabo por el Instituto Nacional de Estadística y Geografía, Tecoltémic tiene una población total de 142 habitantes, siendo ellos 68 mujeres y 74 hombres.

## Explotación minera
Los terrenos ejidales de Tecoltémic, son ubicación de la concesiones mineras denominadas como Cerro Grande y Cerro Grande 2 o Proyecto Ixtaca, otorgados a la empresa Minera Gorrión —filial de la canadiense Almaden Minerals— por la Secretaría de Economía; para la explotación de oro y plata.
La comunidad ha rechazado dichas concesiones y exigido su cancelación, al considerar que vulneran sus derechos originarios y en enero de 2022 su demanda legal de cancelación ha llegado a la Suprema Corte de Justicia de la Nación, en donde se encuentra en espera de ser abordada.